# 2011年1月

## 1月1日
- 印度、南非、哥伦比亚、德国和葡萄牙五国开始为期两年的联合国安理会非常任理事国任期。新华网 Archive.today的存檔，存档日期2013-04-28
- 爱沙尼亚停止使用爱沙尼亚克朗，正式启用欧元，成为第17个加入欧元区的国家。新华网（页面存档备份，存于） BBC News（页面存档备份，存于）
- 巴西新總統迪爾瑪·羅塞夫宣誓就職。BBC中文網（页面存档备份，存于）
- 俄罗斯一架载有124名乘客和机组人员的客机在苏尔古特市机场发生起火爆炸事故，造成3人死亡、50多人受伤。新华网（页面存档备份，存于）
- 俄罗斯开始通过中俄石油管道向中国供应商品油。新华网 Archive.today的存檔，存档日期2013-04-28
- 中華民國公務人員退休法、撫卹法新法（公務人員退撫新制--85制）開始實施。[來源請求]
- 香港舉行一年一度的元旦大遊行。[來源請求]

## 1月2日
- 在前一日埃及北部城市亚历山大一座科普特基督教教堂遭遇汽车炸弹袭击后，首都开罗发生骚乱。新华网（页面存档备份，存于）
- 智利发生里氏7.1级强烈地震，引发部分地区停电。南方都市报A25版（报业网站）[]
- 中国云南省德宏州盈江县1月1日至2日发生的多次小震（最大一次里氏4.8级），当局称已造成2.36万多间房屋受损。新华网 中新网/腾讯（页面存档备份，存于）

## 1月3日
- 德国下萨克森州农业局宣布，由于在养鸡场和牲畜农场的饲料中发现超标二恶英物质，为防止这些企业的产品流入消费市场，该州决定暂时关闭1000家企业。新华网（页面存档备份，存于）

## 1月4日
- 非洲北部、欧洲大部、亚洲西部和中部等地区出现日偏食天象。新华网
- 世界銀行集團下辖的国际复兴开发银行在香港发行人民币债券，这是世行有史以来首次发行人民币债券。新华网（页面存档备份，存于）

## 1月5日
- 美国政府发布调查报告称，英国石油公司及其合作伙伴所采取的一系列削减成本的措施导致了墨西哥湾漏油事件的发生。环球网（页面存档备份，存于）

## 1月6日
- 海协会与海基会协商建立的两岸经济合作委员会正式成立。新华网 Archive.today的存檔，存档日期2013-04-28

## 1月7日
- 2011年亚洲杯足球赛开赛。[來源請求]

## 1月8日
- 美國亞利桑那州圖森發生槍擊案，第八選區眾議員加布里埃爾·吉福茲受重傷，另外至少六人死亡、十人受傷。紐約時報（页面存档备份，存于）

## 1月9日
- 南苏丹根据2005年和苏丹签署的和平协议举行公投，以决定是否脱离苏丹而独立。新华网（页面存档备份，存于）
- 伊朗航空公司一架波音727客机于当地时间19点45分在伊朗西北部城市乌鲁米耶附近坠毁，造成至少72人死亡，33人受伤。新华网1 Archive.today的存檔，存档日期2013-04-28 新华网2（页面存档备份，存于）

## 1月10日
- 西班牙巴斯克分裂主义组织“埃塔”通过巴斯克地区报纸《加拉报》网站发表一段录像和声明，宣布该组织“永久、全面”停火。新华网（页面存档备份，存于）
- 孟加拉国股市在不到一个小时内暴跌9.25%，单日跌幅创该国股市创立55年来最大。股市暴跌引发股民骚乱。新华网1 Archive.today的存檔，存档日期2013-04-28 新华网2（页面存档备份，存于）

## 1月11日
- 中国成都飞机工业集团研制的歼-20隐形战斗机在四川省成都市进行首次试飞。英國廣播公司（页面存档备份，存于）联合早报（页面存档备份，存于）
- 中研院發表研究成果，找到蛋白質群集的關鍵因素，阿茲海默症、巴金森氏症、杭丁頓舞蹈症、小腦萎縮症及額顳葉退化症等神經退化性疾病可盼有解。中央社
- 中国国家主席、中央军委主席胡锦涛在北京会见来访的美国国防部长罗伯特·盖茨。新华网（页面存档备份，存于）
- 老挝证券交易所正式开业，只交易两家上市股票。BBC中文网（页面存档备份，存于）
- 考古学家宣布在亚美尼亚南部的一处洞穴中发现6000年前的葡萄酒酿造设施，为已发现的最古老的葡萄酒酿造设施。网易

## 1月12日
- 因自去年12月17日以来，突尼斯全国各地相继发生大规模社会骚乱，突尼斯内政和地方发展部发表公报宣布，首都突尼斯市及周边地区从当晚开始实行宵禁。新华网 Archive.today的存檔，存档日期2013-04-28
- 澳大利亚昆士兰州洪水已确认死亡人数上升至12人，67人失踪。新华网（页面存档备份，存于）
- 1月9日-1月12日：美国国防部长盖茨访华。[來源請求]

## 1月13日
- 自1月11日开始的特大暴雨在巴西东南部地区引发的洪水和泥石流，已导致539人丧生，上萬人无家可归。新华网1（页面存档备份，存于） 新华网2（页面存档备份，存于）

## 1月14日
- 突尼斯騷亂
  - 突尼斯总统宰因·阿比丁·本·阿里宣布解散目前由执政党宪政民主联盟组成的一党制政府，同时决定提前举行议会选举。傍晚，突尼斯“决定立即在全国所有领土上实施紧急状态法”。新华网1（页面存档备份，存于） 新华网2（页面存档备份，存于）
  - 突尼斯总统宰因·阿比丁·本·阿里宣佈下台，隨即乘機前往沙烏地阿拉伯。總理穆罕默德·加諾奇代理總統一職。新華社（页面存档备份，存于）
- 印度西南喀拉拉邦发生的重大踩踏事件，造成的死亡人数已升至104人，另有50人受伤。新华网（页面存档备份，存于）

## 1月15日
- 据朝鲜中央通讯社报道，朝鲜最近成立了一个新的负责经济建设的机构——国家经济开发总局，并制定了“国家经济开发十年战略计划”。新华网（页面存档备份，存于）
- 2011年达喀尔拉力赛在阿根廷首都布宜诺斯艾利斯结束，大众车队卡塔尔车手纳赛尔·阿尔-阿提亚获得汽车组冠军。新浪网（页面存档备份，存于）

## 1月16日
- 第68届美国电影电视金球奖颁奖典礼在好莱坞贝弗利山希尔顿酒店举行。反映“Facebook”网站创建经历的传记片《社交网络》摘得包括最佳剧情类影片和最佳导演两项大奖在内的四个奖项。新华网（页面存档备份，存于）

## 1月19日
- 为期8天的越南共产党第十一次全国代表大会在越南国家会议中心闭幕，阮富仲当选为新一届越共中央总书记。新华网（页面存档备份，存于）

## 1月21日
- 1月18日至21日，中国国家主席胡锦涛对美国进行国事访问。两国在华盛顿发表《中美联合声明》。新华网1（页面存档备份，存于） 新华网2（页面存档备份，存于）

## 1月22日
- 尼日利亚将举行总统大选[來源請求]

## 1月23日
- 葡萄牙全国选举委员会公布，现任总统阿尼巴尔·卡瓦科·席尔瓦在当天举行的首轮总统选举投票中胜出，成功连任。新华网 Archive.today的存檔，存档日期2013-04-28

## 1月24日
- 俄羅斯首都莫斯科多莫傑多沃國際機場發生自殺式炸彈襲擊，造成至少31人死亡、過百人受傷。紐約時報（页面存档备份，存于）

## 1月26日
- 俄罗斯联邦委员会通过批准和美国签订的《新战略武器削减条约》。新华网
- 科学家完成对苏门答腊猩猩的全基因组测序，从而成为继人类和黑猩猩之后第三个完成全基因组测序的人科物种。生物谷生物通（页面存档备份，存于）
- 第41届世界经济论坛年会在瑞士滑雪胜地达沃斯开幕。本次会议的主题是“新形势下的共同准则”。搜狐（页面存档备份，存于）
- 国际刑警组织对因国内爆发茉莉花革命而流亡海外的突尼斯前总统本·阿里及其6名亲友发出国际通辑令。法国国际广播电台（页面存档备份，存于）
- UNIX時間第15000紀念日。

## 1月28日
- 在埃及民众连续几日的抗议示威活动后，埃及总统穆巴拉克宣布，从当晚开始在首都开罗等3个主要城市实施宵禁。新华网（页面存档备份，存于）

## 1月29日
- 埃及总统穆罕默德·胡斯尼·穆巴拉克宣布任命情报局局长奥马尔·苏莱曼为副总统，任命民航部部长艾哈迈德·沙菲克为政府总理。新华网（页面存档备份，存于）
- 日本队在卡塔尔多哈哈里发体育场举行的2011年亚洲杯足球赛决赛中击败澳大利亚队获得冠军。新民网（页面存档备份，存于）
- 2011年澳大利亚网球公开赛在墨尔本公园展开女单决赛争夺，克里斯特尔斯战胜李娜首夺澳网女单冠军。搜狐（页面存档备份，存于）

## 1月30日
- 2011年澳大利亚网球公开赛男单决赛中，3号种子德约科维奇直落三盘击败英国选手穆雷，继08年后再度获得澳网男单冠军。搜狐（页面存档备份，存于）
- 根据苏丹南部公民投票委员会在其官方网站公布的初步结果，98.83%参加公投的人支持南部从苏丹分离。新华网（页面存档备份，存于）
- 1月26日-1月30日：第41届世界经济论坛年会（冬季达沃斯论坛）在瑞士达沃斯开幕，本届达沃斯经济论坛主题确定为“新形势下的共同准则”。[來源請求]